# There Will Be Violence
There Will Be Violence – trzeci album amerykańskiego zespołu deathcore'owego Impending Doom, wydany 20 lipca 2010 przez wytwórnię Facedown Records. Tak jak na poprzedniej płycie zespołu - The Serpent Servant, produkcją zajął się Daniel Castleman wraz z jego asystentem Timem Lambesisem.
To pierwszy album z perkusistą Brandonem Trahanem, który wcześniej grał w formacji xDeathstarx. Trahan został poproszony przez swojego kolegę z zespołu Cory'ego Johnsona – poprzednio grającego również w xDeathstarx – o dołączenie do Impending Doom po tym, jak perkusista Isaac Bueno – który zastąpił w szeregach grupy Chada Blackwella – opuścił zespół na krótko przed nagraniem albumu. Jest to także pierwszy album, na którym nie pojawił się grający na gitarze członek założyciel Manny Contreras, choć przypisuje się mu udział w tworzeniu niektórych utworów na płycie.
Album uplasował się na 134. pozycji na amerykańskiej liście Billboard 200, sprzedając się w ok. 3 800 kopiach.

## Odbiór
Album otrzymał niewiele, ale ogólnie pozytywne recenzje, pomimo mieszanego bądź negatywnego jego odbioru przez fanów. Serwis NewReview nadał albumowi ocenę 5 na 5 i ponadto autor tekstu stwierdził: "Impending Doom znalazł swoją niszę na rynku muzyki metalowej, umiejętnie równoważąc brutalność i finezję. Wzięli lekcje z poprzednich albumów i rozwinęli się w zespół, w którym zawsze mieli być.".

## Lista utworów
Wszystkie teksty zostały napisane przez Brooka Reevesa; cała muzyka jest skomponowana przez członków Impending Doom.
1. "Hell Breaks Loose" – 1:16
2. "There Will Be Violence" – 3:05
3. "Orphans" (gościnnie Tim Lambesis) – 3:55
4. "Peace Illusion" – 3:11
5. "The Great Fear" (gościnnie Vincent Bennett) – 4:37
6. "Walking Through Fire" – 2:47
7. "Love Has Risen" (instrumentalny) – 4:43
8. "The Son Is Mine" – 3:33
9. "Children of Wrath" – 3:13
10. "Sweating Blood" – 3:45

## Twórcy
Wykonawcy
- Brook Reeves – wokal
- Cory Johnson – gitara prowadząca, gitara rytmiczna
- David Sittig – gitara basowa
- Brandon Trahan – perkusja

Występy gościnne
- Tim Lambesis – wokal w utworze "Orphans"
- Vincent Bennett – wokal w utworze "The Great Fear"

Produkcja
- Tim Lambesis – producent (wokale)
- Daniel Castleman – producent, inżynieria dźwięku, miksowanie, mastering
- Cory Johnson – dodatkowa inżynieria dźwięku
- Mike Milford – okładka

## Pozycje
| Lista (2010)                | Najwyższa lokata |
| --------------------------- | ---------------- |
| U.S. Billboard 200          | 134              |
| U.S. Top Christian Albums   | 8                |
| U.S. Top Rock Albums        | 45               |
| U.S. Top Hard Rock Albums   | 16               |
| U.S. Top Independent Albums | 18               |